# Rehguzar
«Rehguzar» (хинди रहगुज़र; досл.: «Прохожий») — индийский фильм 1985 года снятый режиссёром Джоти Саруп.
Фильм вышел сразу на видео.

## Сюжет
Начинающий поэт Шекхар из небольшого городка отправляется в Бомбей. Он остается в городе в доме, который принадлежит человеку из его города. Дочь его домовладельца, Симпл влюбляется в него, и он тоже отвечает на её чувства. Тем временем он встречает секретаршу. Секретарь покупает его тексты и передает их своему боссу, который записывает песни, которые становятся позже известны. Разочарованный тем, что он пишет для других людей, он ищет способы прославиться сам. Он встречает известную певицу Аарти, которой нравятся его тексты, она поет для его песен и помогает ему прославиться.
Конфликт у него возникает, когда он узнает, что Аарти тоже любит его. Секретарь пользуется ситуацией и пытается создать ненависть между Аарти и Шекхаром, чтобы она спела песню, написанные его боссом. Пока Шекхар стоит перед выбором, потому что он влюблен в простую, а Аарти — тот, кто помог ему добиться всего, чего он захочет в жизни, Аарти узнает, что у неё рак. Выяснив отношения с Шекхаром, она умирает от болезни.